# Čon I-kjong
Čon I-kjong (korejsky hangul: 전이경, korejsky hanča: 全利卿, v anglickém přepisu: Chun Lee-kyung; * 6. ledna 1976) je bývalá jihokorejská závodnice v short tracku.
Je držitelkou pěti olympijských medailí. Sólově vybojovala zlato v závodě na 1000 metrů na hrách v Lillehammeru roku 1994, další zlato na stejné trati přidala za čtyři roky v Naganu roku 1998 a na stejné olympiádě byla též třetí v závodě na 500 metrů. Má i dvě kolektivní olympijské medaile, dvě zlata ze štafet na 3000 metrů, z Lillehammeru i Nagana (zde vítězství ve světovém rekordu). Stala se první čtyřnásobnou olympijskou vítězkou v short tracku. Krom toho má tři tituly celkové mistryně světa (1995, 1996, 1997) a k nim dalších šest titulů z jednotlivých tratí. Po mistrovství světa v roce 1998 ukončila závodní kariéru. V roce 2002 byla zvolen do výboru sportovců Mezinárodního olympijského výboru.